# 클라우디오 고라

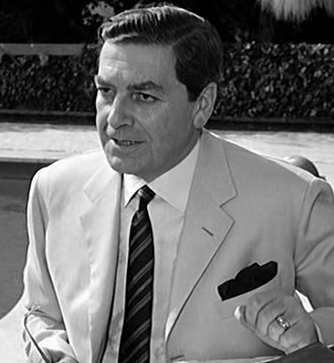

클라우디오 고라(Claudio Gora, 1913년 7월 27일 ~ 1998년 3월 13일)는 이탈리아의 영화 감독, 각본가, 영화배우이다.
제노바에서 태어났으며 로마에서 사망하였다.

## 영화
- 사막의 라이온 (1981년)
- 미친 개 (1977년)
- 그의 입 속의 꽃 (1975년)
- 스페셜 섹션 (1975년)
- 병원: 하얀 마피아 (1973년)
- 프랑크와 토니 (1973년)
- 사코 & 반젯티 (1971년)
- 어느 수사관의 고백 (1971년)
- 세이프티 캐치 (1970년)
- 애련의 밀사 (1970년)
- 언체인드 (1968년)
- 비 식... 이츠 프리 (1968년)
- 데인저: 디아볼릭 (1968년)
- 서부의 무법자 (1966년)
- 런 위드 더 데블 (1963년)
- 기젯 로마 가다 (1963년)
- 혁명가 마티아스 (1962년)
- 디피컬트 라이프 (1961년)
- La contessa azzurra (1960년)
- 러브 인 로마 (1960년)
- 형사 (1959년)
- 더 스카이 이즈 레드 (1950년)
- 시그노리네테 (1942년)